# Vespersaurus

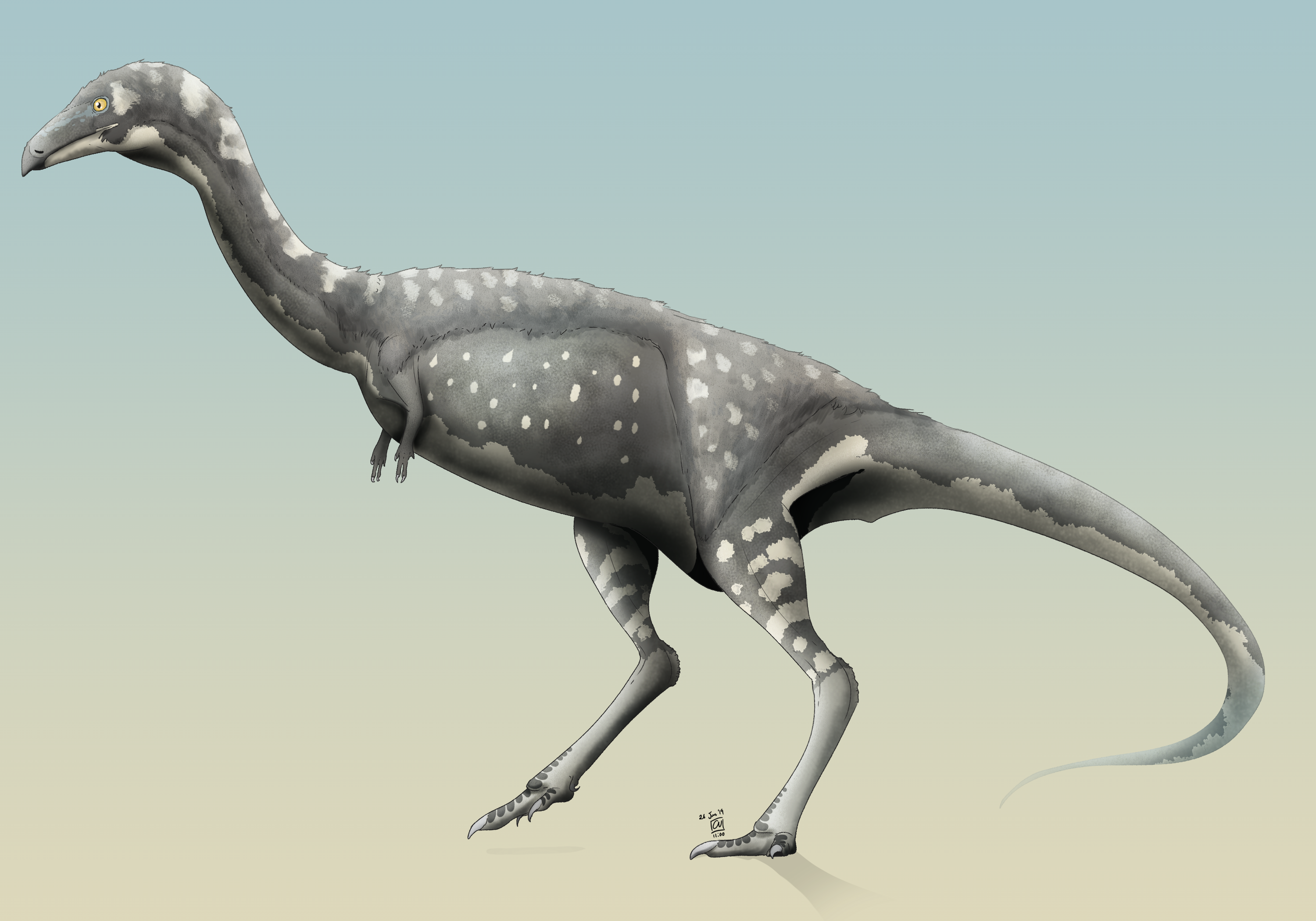
Vespersaurus paranaensis

Vespersaurus is een geslacht van vleesetende theropode dinosauriërs, behorende tot de Neoceratosauria, dat tijdens het Krijt leefde in het gebied van het huidige Brazilië. De enige benoemde soort is Vespersaurus paranaensis.

## Vondst en naamgeving
In 1971 was landarbeider Alexandre Gustavo Dobruski betrokken bij de aanleg van een onverharde weg om melk eenvoudiger zuidwaarts naar het plaatsje Cruzeiro do Oeste in de staat Paraná te vervoeren. Het viel hem daarbij op dat in het talud botten zichtbaar waren geworden. De Italiaanse paleontoloog en priester Giusepe Leonardi onderzocht deze en ontdekte daarbij meteen voetsporen die opvielen wegens een uniek lange derde teen. Dobruski probeerde de autoriteiten over te halen in uitgebreidere opgravingen te investeren maar werd daarin niet serieus genomen en zelfs actief tegengewerkt. In 2011 werden nieuwe paleontologische onderzoeksprojecten opgestart in het Baurubassin. Zoon João Gustavo Dobruski bracht toen de vondsten van de jaren zeventig onder de aandacht van paleontoloog Paulo César Manzig. Een team van onderzoekers van de Universidade Estadual de Maringá, Universidade de São Paulo en het Museu Paleontológico de Cruzeiro do Oeste verwijderde talrijke blokken gesteente met fossielen. In een daarvan vond professor Neurides Martins in 2015 een zes millimeter lange tand, het bewijs dat een kleine theropode in het materiaal aanwezig moest zijn. Binnen een half jaar waren talrijke aanvullende fossielen aangetroffen, vermengd met botten van pterosauriërs van de soort Caiuajara. De vindplaats ligt op het terrein van de familie Sanches.
In 2019 werd de typesoort Vespersaurus paranaensis benoemd en beschreven door Max Cardoso Langer, Neurides de Oliveira Martins, Paulo César Manzig, Gabriel de Souza Ferreira, Júlio César de Almeida Marsola, Edison Fortes, Rosana Lima, Lucas Cesar Frediani Santána, Luciano da Silva Vidal, Rosangela Honório da Silva Lorençato en Martín Daniel Ezcurra. De geslachtsnaam is afgeleid van het Latijn vesper, "avond", als verwijzing naar Cruzeiro do Oeste, het "Westerkruis". De soortaanduiding verwijst naar de herkomst uit Paraná, waar Vespersaurus de eerste beschreven Mesozoïsche dinosauriër is.
Het holotype, MPCO.V 0065d, is gevonden in een laag rode zandsteen van de Rio Paraná-formatie uit de Caiuágroep waarvan de datering zeer onzeker is maar die ruwweg zo'n negentig miljoen jaar oud kan zijn. Het bestaat uit een gedeeltelijk skelet zonder schedel. Bewaard zijn gebleven: drie ruggenwervels, drie sacrale wervels, drie staartwervels, een linkerdarmbeen, een linkerzitbeen, en een rechtervoet. Behalve die voet lagen deze botten niet in verband. Ze werden geacht van één individu afkomstig te zijn omdat ze vlak bij elkaar werden gevonden en er geen dubbele elementen onder zaten. Hetzelfde steenblok bevatte talrijke losse botten van pterosauriërs die gezamenlijk het inventarisnummer MPCO.V 0065p kregen.
Daarnaast werden langs de wegkant op een oppervlakte van vijfhonderd vierkante meter in een laag met een dikte van één meter talrijke verdere losse botten van kleine theropoden ontdekt die alle aan Vespersaurus werden toegewezen. Ze lijken namelijk één type te vertegenwoordigen, zijn ongeveer even groot en hun bouw wijst op een gelijksoortige fylogenetische positie.
Het betreft de specimina MPCO.V 0063b: een linkervoorhoofdsbeen; MPCO.V 0020c: een tand; MPCO.V 0067: een draaier; MPCO.V 0017,0034, 0035, 0048: halswervels; MPCO.V 0010, 0040, 0062a-b, 0066: ruggenwervels; MPCO.V 0064a: sacrale wervels; MPCO.V 0020, 0024, 0025, 0026, 0027, 0029, 0052, 0061: staartwervels; MPCO.V 0011: een rechterschoudergordel; MPCO.V 0013: een linkerschoudergordel; MPCO.V 0006 f: een linkerschouderblad; MPCO.V 0006d: een linkeropperarmbeen; MPCO.V 0006j: een linkerspaakbeen; MPCO.V 0064b: een rechterhand; MPCO.V 0042: een rechterschaambeen; MPCO.V 0014: een linkerzitbeen; MPCO.V 0018: de schacht van een rechterscheenbeen; MPCO.V 0057b: een eerste linkermiddenvoetsbeen; MPCO.V 0016: een linkermiddenvoet met tarsale; MPCO.V 0055, MPCO.V 0063a: twee tweede rechtermiddenvoetsbeenderen; MPCO.V 0044, 0059: twee tweede kootjes van de derde teen; MPCO.V 0049, 0054: twee eerste kootjes van de derde teen; MPCO.V 0056a-b: een eerste en tweede kootje van een vierde rechterteen; MPCO.V 0060: het eerste kootje van een vierde rechterteen; MPCO.V 0057a: een tweede kootje van een vierde linkerteen; MPCO.V 0006k: een tweede en derde kootje van een vierde linkerteen; en MPCO.V 0022, 0036a: twee voetklauwen.
Ook de toegewezen specimina waren gemengd met botten van pterosauriërs. Ze zijn van meerdere individuen afkomstig zoals al blijkt uit de duplicaten.

## Beschrijving

### Grootte en onderscheidende kenmerken

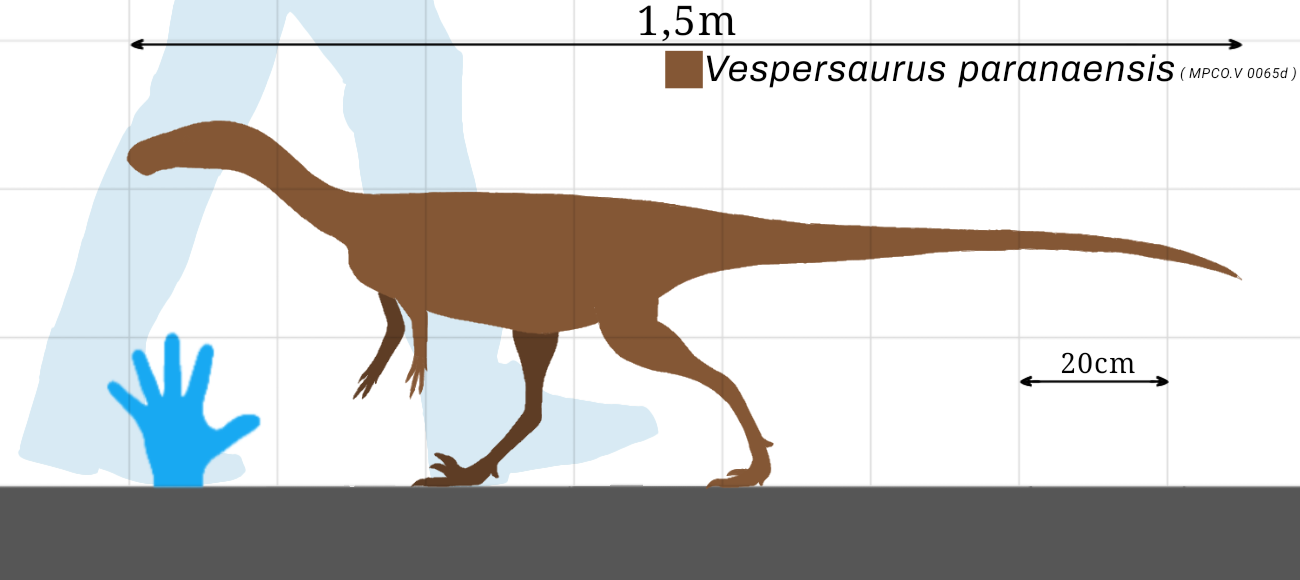
Vespersaurus in grootte vergeleken met een mens

Het holotype van Vespersaurus is een individu van ruim een meter lengte. Het meeste materiaal wijst op dieren van ongeveer één tot anderhalve meter lang. Het gewicht werd uitgaande van de omtrek van de schacht van het scheenbeen berekend op 11,28 kilogram.
De beschrijvers wisten verschillende onderscheidende kenmerken van het holotype vast te stellen. Het gaat om een unieke combinatie van op zich niet unieke eigenschappen. Het aanhangsel van het darmbeen voor het zitbeen steekt niet belangrijk verder naar beneden uit dan het aanhangsel voor het schaambeen. Het zitbeen heeft geen inkeping in de bovenste voorrand. Het tweede middenvoetsbeen heeft een extreem overdwars afgeplatte schacht. Het onderste gewricht van het tweede middenvoetsbeen heeft een ondiepe trog op de onderzijde/achterzijde en een overdwars brede beenstijl aan de binnenzijde. Het vierde middenvoetsbeen is overdwars afgeplat. De vierde voetklauw is aan de basis hoger dan het onderste uiteinde van het eerste kootje van de vierde teen.
Daarnaast toont ook het toegewezen materiaal een unieke combinatie van kenmerken. Het voorhoofdsbeen toont aan de achterzijde geen opstaande rand voor een uitholling van het bovenste slaapvenster. Bij de draaier is de bovenrand van het zijuitsteeksel niet gescheiden van de zijkant van de wervelboog. Bij de draaier steken de epipofysen duidelijk achter de facetten van de achterste gewrichtsuitsteeksels uit. Bij de voorste halswervels hebben de voorkant noch de achterkant van het voetstuk van de wervelboog uithollingen. Bij de middelste halswervels steken de richels tussen de voorste gewrichtsuitsteeksels en de epipofysen niet naar voren uit. Bij de middelste halswervels zijn de epipofysen korter dan de lengte van de facetten van de achterste gewrichtsuitsteeksels. Het blad van het schouderblad vernauwt zich niet over het bovenste twee derden deel. Het ravenbeksbeen heeft een druppelvormige groeve op de achterkant van de buitenzijde en een bijna rechte achterrand. De kop van het opperarmbeen is overdwars tweemaal breder dan van voor naar achter lang. Het opperarmbeen heeft bolle onderste gewrichtsuitsteeksels. Het schaambeen heeft een bult voor de aanhechting van de musculus ambiens op het bovenvlak van het hoofdlichaam. De binnenzijde van het schaambeen heeft een halvemaanvormige inzinking achter het foramen obturatum.

### Skelet

#### Schedel

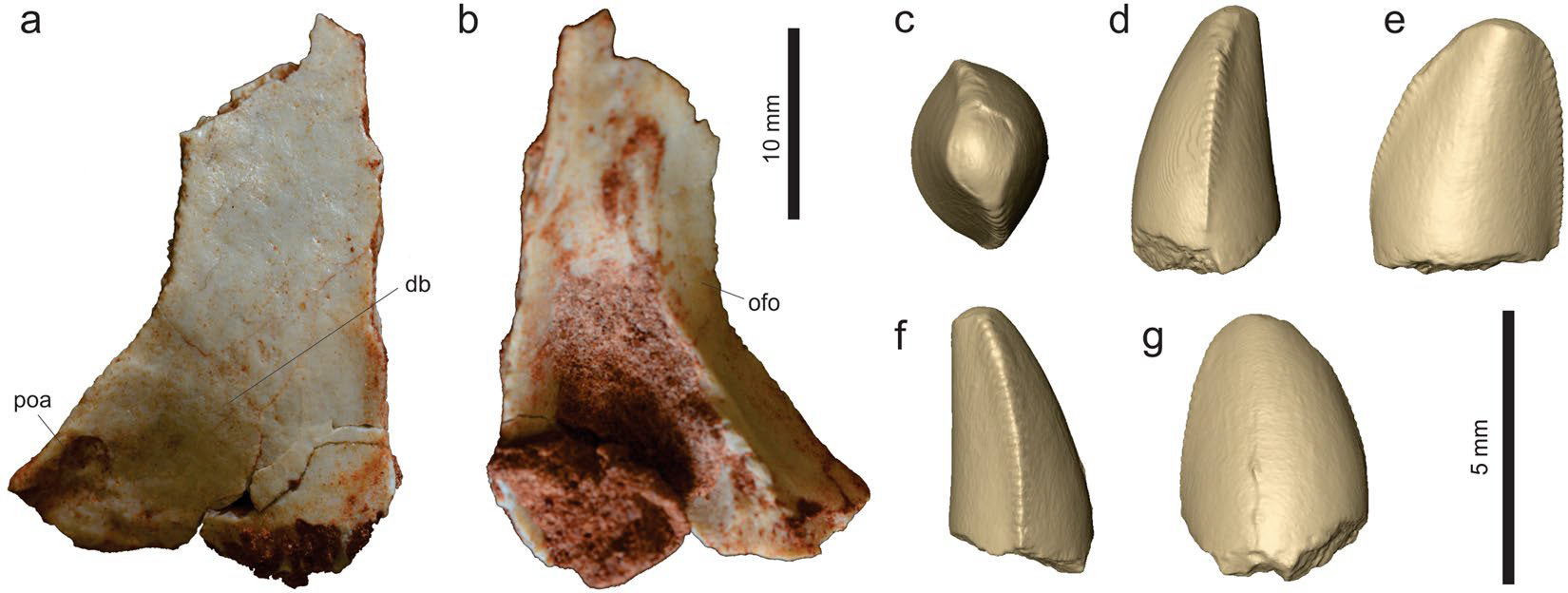
Voorhoofdsbeen en tand

Het voorhoofdsbeen is achteraan relatief breed. Een vingervormige uitholling toont de plaats van een overlapping door het postorbitale. Een bevindt zich een wijde fossa aan de bovenrand van de oogkas.
De gevonden tand, vermoedelijk uit het voorste deel der kaken, is kort: vijf millimeter lang en vier breed. De voorrand is zeer bol, de achterrand iets. De kroon is maar weinig afgeplat, naar buiten breder dan naar binnen zodat een D-vorm ontstaat. De vertandingen hebben een dichtheid van vijf à zes per strekkende millimeter. Rimpels en "bloedgroeven" ontbreken.

#### Postcrania

##### Wervelkolom
De nek is sterk S-vormig. Op de atlas is het uitsteeksel voor de postzygapofyse eivormig. Het zijuitsteeksel is driehoekig en loopt naar voren zonder inkeping in de wervelboog over. De epipofyse steekt ver naar achteren door. De verdere halswervels, vrij langwerpig en breed, zijn niet gekield. Ze hebben een voorste pleurocoel op de zijkant en een grotere, soms niet-doorborende, uitholling erachter. Hun epipofysen steken minder ver uit. Bij een achterste halswervel heeft de top van het vrij hoge en naar achteren hellende doornuitsteeksel twee dwarsgroeven.
De amficoele ruggenwervels zijn tamelijk langwerpig en missen pleurocoelen. Vermoedelijk telde het heiligbeen zes sacrale wervels. Die zijn vrij lang. Ze zijn in het midden niet extreem overdwars afgeplat. Hun onderzijden zijn glad, zonder richel of groeve. De staartwervels zijn amficoel, langwerpig en niet gepneumatiseerd. Achterste staartwervels hebben een lengtetrog op de onderzijde.

##### Voorste ledematen
Het schouderblad is niet sterk ingesnoerd. Het schoudergewricht wordt omgrensd door dikke beenlippen die het gewrichtsvlak schuin naar onderen en beneden en ook wat zijwaarts richten. Het ravenbeksbeen is vermoedelijk kort en hoog. Het wordt doorboord door een groot foramen coracoideum. De onderrand staat haaks op de beennaad met het schouderblad, zonder U-vormige inkeping zoals de meeste noasauriden wel bezitten. De rand eindigt niet in het gebruikelijke lange achterste uitsteeksel. Er loopt een druppelvormige groeve langs de achterrand. Die bouw wijkt sterk af van die verwanten en bleek lastig te interpreteren. Het is een mogelijke autapomorfie.
De arm is lichtgebouwd. Het opperarmbeen is vrijwel recht op een bovenste buiging naar binnen na. De schacht is vrijwel niet om de lengteas gewrongen, wat een typisch noasauride kenmerk is. De kop is niet bolvormig maar ook niet sterk afgeplat. De kop wordt omgeven door een sponsachtige richel voor het gewrichtskapsel. De deltopectorale kam is weinig verbreed. Er tegenover wordt de schacht doorboord door een foramen. De onderste gewrichtsknobbels zijn niet zo sterk afgeplat als bij andere Ceratosauria en worden vooraan gescheiden door een ronde ondiepe uitholling. Het spaakbeen heeft 47% van de lengte van het opperarmbeen en is tienmaal langer dan breed, dus veel slanker dan bij de meeste verwanten. De schacht is vrij recht maar iets hol aan de voorzijde. De schacht is 25° om de lengteas gewrongen. De hand draagt drie vingders . Die hebben robuuste maar korte kootjes. Bij de tweede vinger is het voorlaatste kootje niet verlengd, wat uniek is voor de Averostra. De derde vinger telt vermoedelijk maar twee kootjes en zou dan sterk redecuceerd zijn. Het eerste kootje van de derde vinger is niet balkvormig. De derde handklauw, een kort stomp element, is niet gekromd.

##### Achterste ledematen
In het bekken is het achterblad van het darmbeen sterk overdwars verbreed. De diepe uitholling in de onderrand van het achterblad heeft een sterk overhangende buitenwand. Over de buitenwand lopen twee richels naar voren waarvan de hoogste een verbinding vormt met de horizontale kam boven het heupgewricht. Die kam overhangt het bovendeel van het heupgewricht. De kam is driehoekig in bovenaanzicht met de punt boven de achterste helft van het heupgewricht. Naar voren loopt de kam door in het aanhangsel voor het schaambeen. Het aanhangsel voor het zitbeen is vrij kort.
Het hoofdlichaam van het schaambeen heeft aan de achterrand een diepe uitholling waar een uitstulping van het zitbeen in past. Het hoofdlichaam heeft bovenaan een hoekige verbreding voor de aanhechting van de musculus ambiens. Het wordt doorboord door een ovaal foramen obturatum met erboven een halvemaanvormige uitholling die naar boven diep in het bot steekt. De schacht van het schaambeen heeft een halvemaanvormige dwarsdoorsnede met een staafvormige buitenste richel en een binnenste beenschort dat de verbinding vormt met het andere schaambeen.
Bij het zitbeen is het voetstuk voor het darmbeen korter maar hoger dan de voorste verbinding met het schaambeen. Die laatste heeft bovenaan een uitholling waar een uistulping van het schaambeen in steekt, wat een golvende verbinding oplevert. De buitenwand van het hoofdlichaam toont een opvallende verruwing voor de aanhechting van de musculus flexor tibialis internus. De voorrand heeft een kleine inkeping tussen de bovenste afhangende beenplaat en de schacht. De schacht is via diepe groeven verbonden met zijn tegenhanger.
Bij het scheenbeen loopt de scherpe crista fibularis niet ver naar beneden door. Achter deze kam loopt een uitholling met weer een richel erachter. Onder de uitholling doorboort een foramen de botwand.
Een derde tarsale is gedeeltelijk vergroeid met het bovenvlak van het derde metatarsale.
In de middenvoet is het eerste middenvoetsbeen iets schuin naar achteren gericht. Het tweede middenvoetsbeen is extreem overdwars afgeplat tot minder dan een vijfde van de breedte van het derde middenvoetsbeen. Zijn schacht is ook vijfmaal smaller dan de breedte van voor naar achter. Alle noasaurine verwanten tonen zo'n afplatting maar nergens zo extreem als bij  Vespersaurus. Het boveneind heeft aan de binnenzijde nog wel wat verbreding zodat de normale gewrichtsfuncties kunnen worden uitgeoefend maar de buitenzijde is extra afgeplat voor het contact met het derde middenvoetsbeen. Dat laatste is verreweghet meest robuuste element van de middenvoet. Het bovenvlak is zandlopervormig om de uiteinden van het tweede en vierde middenvoetsbeen te kunnen ontvangen. De voorzijde van die zandlopervorm is meer verbreed en de achterzijde draagt een bult. Ook het vierde middenvoetsbeen is sterk afgeplat, viermaal smaller dan breed van voor naar achter. Het sluit over de volle lengte dicht tegen het derde middenvoetsbeen aan. Ook het onderste uiteinde is afgeplat en daarbij naar buiten gewrongen zodat beide kapselputten zich aan de buitenzijde bevinden.
De formule voor de teenkootjes is het voor verwanten gebruikelijke 2-3-4-5-0. Het eerste kootje van de eerste teen is langwerpig, viermaal langer dan breed.

## Fylogenie
Vespersaurus werd in 2019 binnen de Abelisauroidea in de Noasaurinae geplaatst, als zustersoort van Velocisaurus, zoals getoond in dit kladogram.
|  | Abelisauridae                                                |
|  |                                                              |
|  | \| \| Limusaurus \| \| \| \| \| \| Elaphrosaurus \| \| \| \| |
|  |                                                              |
|  | Limusaurus                                                   |
|  |                                                              |
|  | Elaphrosaurus                                                |
|  |                                                              |

|  | Limusaurus    |
|  |               |
|  | Elaphrosaurus |
|  |               |

|  | Masiakasaurus                                                 |
|  |                                                               |
|  | \| \| Vespersaurus \| \| \| \| \| \| Velocisaurus \| \| \| \| |
|  |                                                               |
|  | Vespersaurus                                                  |
|  |                                                               |
|  | Velocisaurus                                                  |
|  |                                                               |

|  | Vespersaurus |
|  |              |
|  | Velocisaurus |
|  |              |

|  | Abelisauridae                                                |
|  |                                                              |
|  | \| \| Limusaurus \| \| \| \| \| \| Elaphrosaurus \| \| \| \| |
|  |                                                              |
|  | Limusaurus                                                   |
|  |                                                              |
|  | Elaphrosaurus                                                |
|  |                                                              |

|  | Limusaurus    |
|  |               |
|  | Elaphrosaurus |
|  |               |

|  | Masiakasaurus                                                 |
|  |                                                               |
|  | \| \| Vespersaurus \| \| \| \| \| \| Velocisaurus \| \| \| \| |
|  |                                                               |
|  | Vespersaurus                                                  |
|  |                                                               |
|  | Velocisaurus                                                  |
|  |                                                               |

|  | Vespersaurus |
|  |              |
|  | Velocisaurus |
|  |              |

## Levenswijze

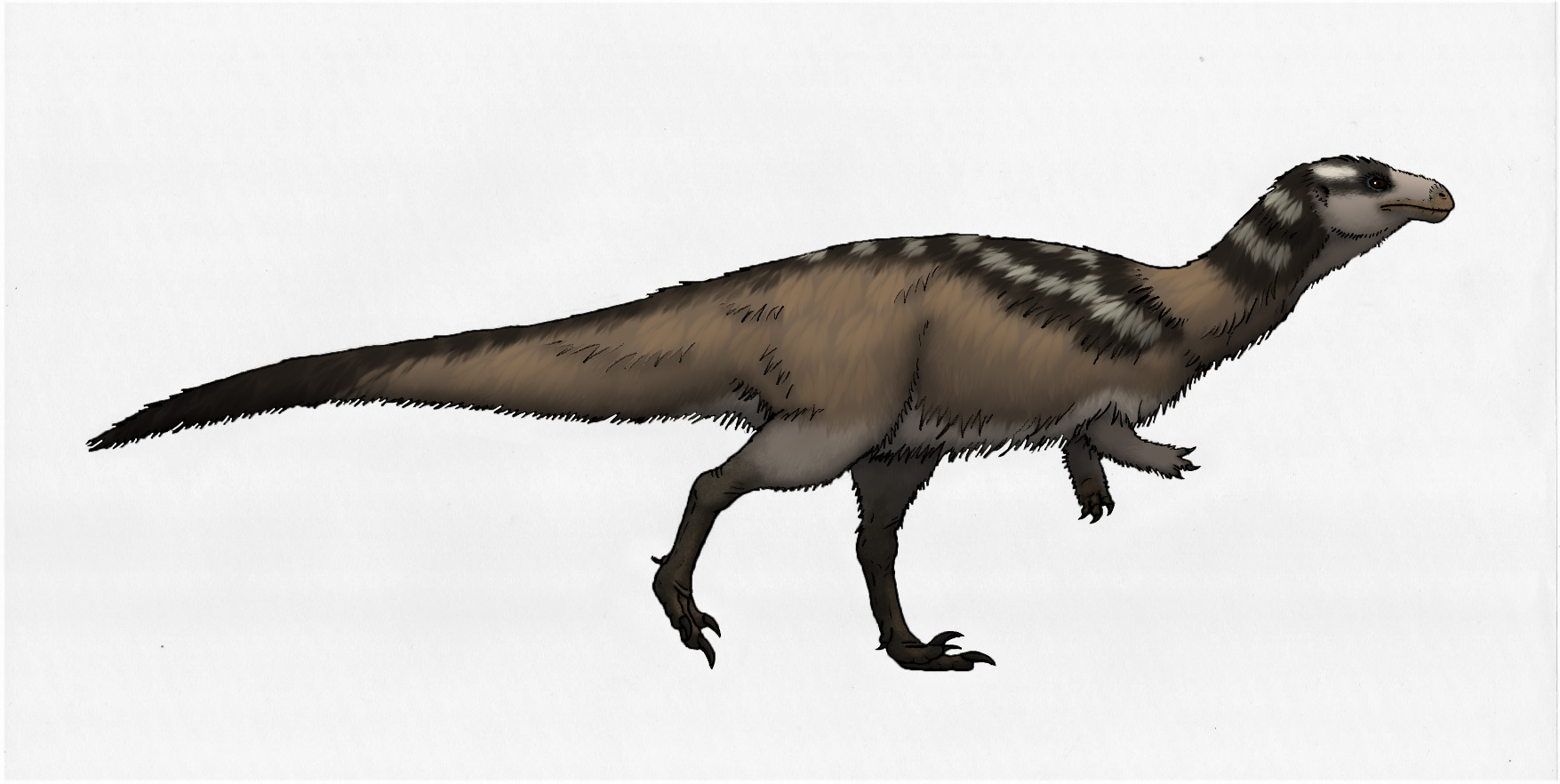
Misschien had Vespersaurus een vacht van protoveren

Het is lastig de levenswijze van Vespersaurus te bepalen. De vindplaats heeft ook de resten opgeleverd van de even kleine verwant Berthasaura waarvan de tandeloze snavel wijst op een leven als planteneter.

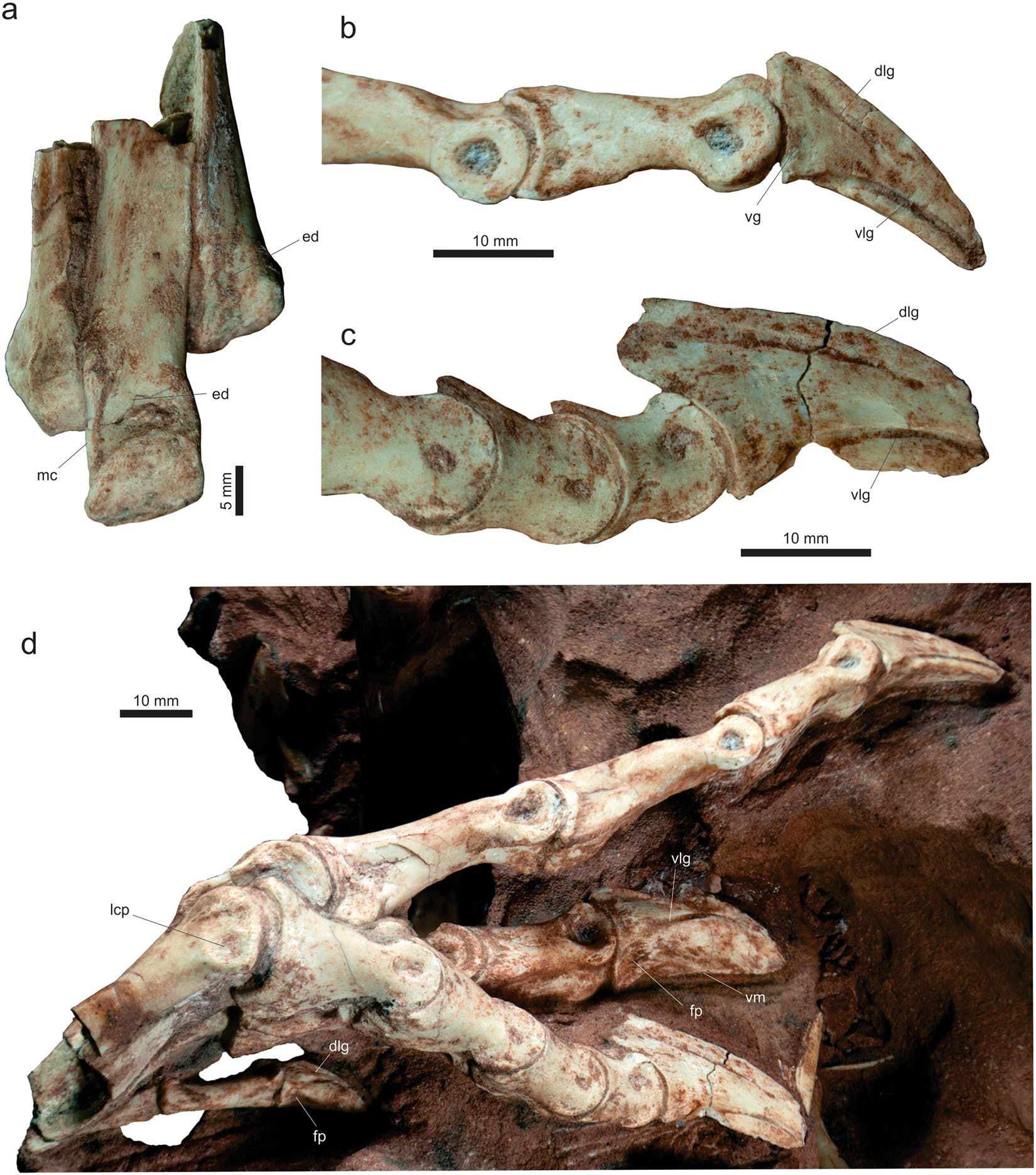
Een rechtervoet

Het meest uitzonderlijke kenmerk van Vespersaurus is dat de tweede en vierde teen dusdanig overdwars afgeplat zijn dat de derde teen het grootste deel van het gewicht moet hebben gedragen. Een dergelijke afplatting komt ook wel voor bij andere noasaurinen maar nooit in zo'n extreme mate. De afplatting wordt bij de klauwen versterkt door een verschuiving naar boven van de flanken die de derde teen raken. Hierdoor zijn bij de tweede en vierde klauw de onderzijden scherpe richels, niet geschikt om op te lopen. De tweede en vierde teen zijn ook vrij kort en halen nauwelijks het voorlaatste kootje van de derde teen. De voet is dus functioneel monodactiel, een aanpassing die tot dusverre van de Archosauria onbekend was en onder de gewervelden alleen voorkomt bij sommige onevenhoevigen en kangoeroes uit de Sthenurinae. Die laatste zijn echter hoppende vormen, een bewegingswijze die de beschrijvers voor Vespersaurus niet opperden. Overigens is het bezit van smalle klauwen niet noodzakelijk met monodactylie verbonden: Erlikosaurus heeft afgeplatte voetklauwen maar drie dragende tenen. Ook wijst de verkorting van de tweede en vierde teen niet per se op monodactylie: bij de verwant Velocisaurus zijn deze tenen kort maar hebben robuuste kootjes zodat ze kennelijk toch een dragende functie hadden. Dat is minder goed voorstelbaar voor de tweede en vierde voetklauw maar ook die zijn niet simpelweg gedegenereerd: ze hebben juist forse bulten voor de peesaanhechtingen. Ze zouden dus gebruikt kunnen zijn om de prooi te verwonden. Daarbij moet men echter niet denken aan een functie als die van de sikkelklauw van de Dromaeosauridae die de huid kon doorboren. De voetklauwen van Vespersaurus zijn niet speciaal gekromd en zullen eerder lengtewonden hebben toegebracht. Daarbij is juist de bult voor de pees van de strekkende spier het grootst. Misschien dat dus bij het lopen de tweede en vierde klauw wat werden opgetrokken om de afzet van de lange derde teen niet te hinderen.
De beschrijvers vonden in dit verband ook de voetsporen die Leonardi had gevonden, overigens vijftig kilometer van de vindplaats vandaan, interessant. Ze werden toegewezen aan een lid van de Coelurosauria maar daar werden toen alle kleine theropoden mee bedoeld. Ook die toonden één dragende teen. Het gaat om een reeks van drie prenten, ieder acht centimeter lang, en met een tussenafstand van tachtig centimeter. Dat wijst op een dier met een heuphoogte van een halve meter dat zich snel voortbewoog waarbij de achterpoten een haakse hoek met elkaar maakten. Ze lijken op die van het Jurassische Argentijnse ichnogenus Sarmientichnus waarvan sommige Chinese onderzoekers denken dat een lid van de Deinonychosauria de maker is. De beschrijvers menen dat eerder gedacht moet worden aan een voorloper van Vespersaurus. Een hele tak van deze dieren zou dan miljoenen jaren de 1,3 miljoen vierkante kilometer grote Botucatuwoestijn bevolkt hebben. Misschien dat in het rulle woestijnzand lopen met één teen eenvoudiger was, zoals ook de struisvogel twee functionele tenen heeft.
In 2023 stelde Barbosa op grond van de bouw van de tand en de voet datVespersaurus een generalist was die kleine en weinig beweeglijke prooien ving.